# Taugenroth
Taugenroth ist ein Gemeindeteil der Stadt Ornbau im Landkreis Ansbach (Mittelfranken, Bayern). Taugenroth liegt in der Gemarkung Gern.

## Geographie
Der Weiler liegt zwischen der Wieseth im Süden und der Altmühl im Norden. Die Wieseth mündet ca. einen Kilometer weiter nordöstlich in die Altmühl als rechter Zufluss. Im Westen liegt das Rügholz. Eine Gemeindeverbindungsstraße führt nach Obermühl (0,5 km südöstlich).

## Geschichte
1377 lautete der Ortsname „Tauchenrod“, 1879 „Tauchenroth“. Das Kloster Heilsbronn kaufte dort 1377 von Konrad Rys von Laubenzedel eine Wiese. 1574 erwarb es von Wolfgang Kaufman Gefälle. Heinrich Diener schenkte dem Kloster Gefälle u. a. auch in Taugenroth.
Mit dem Gemeindeedikt (frühes 19. Jahrhundert) wurde Taugenroth dem Steuerdistrikt Ornbau und der Ruralgemeinde Obermühl zugewiesen. Die Gemeinde Obermühl wurde spätestens 1837 in die Ruralgemeinde Gern eingegliedert. Am 1. Januar 1972 wurde diese im Zuge der Gebietsreform in Bayern nach Ornbau eingemeindet.

### Baudenkmal
- Katholische Kapelle Heilige Dreifaltigkeit[8]

### Einwohnerentwicklung
| Jahr      | 001818 | 001840 | 001861 | 001871 | 001885 | 001900 | 001925 | 001950 | 001961 | 001970 | 001987 |
| Einwohner | 28     | 36     | 34     | 37     | 33     | 33     | 43     | 47     | 41     | 38     | 29     |
| Häuser    | 6      | 6      |        |        | 6      | 6      | 6      | 7      | 7      |        | 6      |
| Quelle    | [ 10 ] | [ 11 ] | [ 12 ] | [ 13 ] | [ 14 ] | [ 15 ] | [ 16 ] | [ 17 ] | [ 18 ] | [ 19 ] | [ 1 ]  |

## Religion
Der Ort ist römisch-katholisch geprägt und bis heute nach St. Jakobus (Ornbau) gepfarrt. Die Einwohner evangelisch-lutherischer Konfession sind nach St. Georg (Weidenbach) gepfarrt.